# Амедео Джанніні
Амедео Джанніні (італ. Giannini; 19 вересня 1886, Неаполь — 19 грудня 1960, Рим
) — італійський дипломат, сенатор. Професор Римського університету, дійсний член Наукового товариства імені Шевченка (1955).

## Життєпис
Народився в Неаполі, Італія. Автор праць із історії дипломатії, міжнародного права та політологічних розвідок про Україну. Працював у МЗС Італії експертом із проблем Східної Європи, підтримував зв'язки з представниками Української Народної Республіки й української діаспори. Один із засновників Інституту Східної Європи в Римі (1921), студії якого охоплювали проблеми економіки, історії та культури України. Очолював створене 1952 року Товариство італо-українських взаємин.
Помер у Римі, Італія.